# Stefan Zahlmann
Stefan Zahlmann (* 1968 in Münster) ist ein deutscher Historiker.

## Leben
Von 1990 bis 1995 studierte Zahlmann neuere und neueste Geschichte, mittlere Geschichte, Pädagogik und deutsche Philologie an der Universität Münster. Nach dem Magister Artium 1995 in Münster (mit Auszeichnung; Thema: Der Körper in der Werbung der Konsumgesellschaft seit den 1870er Jahren), der Promotion 1998 in Münster (summa cum laude; Thema: Konfliktkulturen in Spielfilmen der BRD und DDR) und der Habilitation 2007 an der Universität Konstanz (venia legendi: Neuere und Neueste Geschichte; Thema: Erinnerungskulturen in den Südstaaten der USA nach 1865 und in Ostdeutschland nach 1989) hatte er Stipendien und Forschungsförderungen durch die Deutsche Forschungsgemeinschaft, Gerda Henkel Stiftung, Deutsches Historisches Institut Washington, Horner Library und das Exzellenzcluster 16 Kulturelle Grundlagen von Integration (Konstanz). Er führte Lehr- und Forschungstätigkeiten an Universitäten und Instituten in Berlin, Wien, Konstanz, Washington, D.C. und Philadelphia durch. Seit Oktober 2010 lehrt er auf der Professur für Geschichte und Theorie von Medienkulturen (18. bis 20. Jahrhundert) am Institut für Geschichte der Universität Wien.
Seine Forschungsschwerpunkte sind Mediengeschichte und Medientheorie, Human-Animal Relations, deutsche und amerikanische Geschichte und Körper- und Geschlechtergeschichte.

## Schriften (Auswahl)
- Körper und Konflikt. Filmische Gedächtniskultur in der BRD und DDR seit den sechziger Jahren. Berlin 2001, ISBN 3-8305-0219-2.
- als Herausgeber mit Sylka Scholz: Scheitern und Biographie. Die andere Seite moderner Lebensgeschichten. Gießen 2005, ISBN 3-89806-347-X.
- Autobiographische Verarbeitungen gesellschaftlichen Scheiterns. Die Eliten der amerikanischen Südstaaten nach 1865 und der DDR nach 1989. Wien 2009, ISBN 978-3-412-20288-0.
- als Herausgeber: Wie im Westen, nur anders. Medien in der DDR. Berlin 2010, ISBN 3-938714-11-5.

## Belege
1. ↑  https://www.studium.at/154764-uni-wien-antrittsvorlesung-der-historisch-kulturwissenschaftlichen-fakultaet

| Personendaten    | Personendaten        |
| ---------------- | -------------------- |
| NAME             | Zahlmann, Stefan     |
| KURZBESCHREIBUNG | deutscher Historiker |
| GEBURTSDATUM     | 1968                 |
| GEBURTSORT       | Münster              |